# Панське (Краснинський район)
Панське (рос. Панское) — село в Краснинському районі Смоленської області Росії. Входить до складу Мерлінського сільського поселення.
Населення — 4 особи (2007).

## Розташування
Розташоване в західній частині області на березі річки Войська за 19 км на північний схід від районного центру, смт Красний, за 10 км від залізничної платформи Вонлярово на лінії Москва — Смоленськ

## Історія
Станом на 1885 рік у колишньому власницькому селі, центрі Вікторовської волості Краснинського повіту Смоленської губернії, мешкало 136 осіб, налічувалось 19 дворових господарств, існували православна церква, школа й водяний млин.
У роки Німецько-радянської війни село окуповано гітлерівськими військами у липні 1941 року, звільнено у вересні 1943 року.